# Phạm Khánh Phong Lan
Phạm Khánh Phong Lan (sinh ngày 17 tháng 5 năm 1970) là một nữ chính trị gia, nhà giáo và nhà khoa học người Việt Nam. Bà là đại biểu Quốc hội Việt Nam khóa XIII, XIV, XV thuộc đoàn đại biểu Thành phố Hồ Chí Minh, Giám đốc Sở An toàn thực phẩm thành phố Hồ Chí Minh; Chủ tịch Hội dược học, Phó Chủ tịch Hội đông y thành phố Hồ Chí Minh.

## Xuất thân và giáo dục
Phạm Khánh Phong Lan là người dân tộc Kinh, không theo tôn giáo nào.
Bà có quê quán ở phường Khánh Thành, thành phố Nha Trang, tỉnh Khánh Hoà.
Bà có học vị tiến sĩ dược, học hàm phó giáo sư, bằng Cao cấp lý luận chính trị Đảng Cộng sản Việt Nam.

## Sự nghiệp
Từ tháng 1 năm 2000 đến tháng 8 năm 2007, Phạm Khánh Phong Lan là giảng viên đại học, Phó Chủ nhiệm bộ môn Hóa hữu cơ thuộc Khoa Dược của Trường Đại học Y Dược Thành phố Hồ Chí Minh.
Ngày 29 tháng 6 năm 2006, bà gia nhập Đảng Cộng sản Việt Nam.
Từ tháng 9 năm 2007 đến tháng 5 năm 2011, bà giữ các chức vụ Phó Giám đốc Sở Y tế thành phố Hồ Chí Minh, Phó Chủ tịch Hội Liên hiệp Thanh niên Việt Nam thành phố Hồ Chí Minh, Ủy viên Thường vụ Hội Dược học Việt Nam; Chủ tịch Hội Dược học thành phố Hồ Chí Minh, Phó Chủ tịch Hội Đông Y thành phố Hồ Chí Minh, Ủy viên Thường vụ Hội hóa học thành phố Hồ Chí Minh.
Ngày 22 tháng 5 năm 2011, bà trúng cử Đại biểu Quốc hội Việt Nam khóa 13 nhiệm kì 2011-2016 tại đơn vị bầu cử số 8 Thành phố Hồ Chí Minh gồm các Quận 12 và quận Gò Vấp Thành phố Hồ Chí Minh. Trước đó bà được Ủy ban Mặt trận Tổ quốc Việt Nam thành phố Hồ Chí Minh giới thiệu ra ứng cử ở đơn vị này.
Ngày 22 tháng 5 năm 2016, bà trúng cử Đại biểu Quốc hội Việt Nam khóa 14 nhiệm kì 2016-2021 tại Thành phố Hồ Chí Minh.
Bà hiện là Trưởng ban Quản lý an toàn thực phẩm thành phố Hồ Chí Minh; Chủ tịch Hội dược học, Phó Chủ tịch Hội đông y thành phố Hồ Chí Minh, Ủy viên Ủy ban Về các vấn đề xã hội của Quốc hội khóa 14.
Ngày 21 tháng 5 năm 2021, bà trúng cử Đại biểu Quốc hội Việt Nam khóa 15 nhiệm kì 2021-2026 tại Thành phố Hồ Chí Minh.
Bà hiện làm việc tại Sở An toàn thực phẩm thành phố Hồ Chí Minh.

### Đại biểu Quốc hội Việt Nam khóa 13
Bà ứng cử đại biểu Quốc hội Việt Nam khóa 13 ở đơn vị bầu cử số 8 Thành phố Hồ Chí Minh gồm các Quận 12 và quận Gò Vấp.

### Đại biểu Quốc hội Việt Nam khóa 14
Sáng ngày 22 tháng 5 năm 2018, tại phiên thảo luận ở Quốc hội khóa 14 (kì họp thứ 5), Phạm Khánh Phong Lan đề nghị Quốc hội xây dựng hành lang pháp lý bảo vệ cho bác sĩ, đồng thời chất vấn Bộ y tế về trách nhiệm trong việc để lương bác sĩ thấp.

## Tặng thưởng
- Bằng khen của Thủ tướng Chính phủ[2]